# Aura (Sinn)
Die Aura ist ein gut acht Kilometer langer rechter Zufluss der Sinn im Landkreis Main-Spessart im bayerischen Spessart.

## Name
Der Name Aura leitet sich vom althochdeutschen Uraha ab. Das Bestimmungswort ur bedeutet Auerochse und das Grundwort aha Wasserlauf. Als Erklärung ergibt sich daraus ein Wasserlauf, an dem Auerochsen lebten. Das Gewässer gab der Gemeinde Aura im Sinngrund ihren Namen.

## Geographie

### Verlauf
Sie entspringt im Forst Aura in einem Tal bei Aura im Sinngrund und fließt in südliche Richtung. In Fellen trifft sie auf ihren größten Zufluss, die Fellach. An deren Mündung wechselt die Aura ihre Fließrichtung nach Osten. In Burgsinn, in der Nähe der Wasserburg, mündet sie in den Flutgraben, einen Seitenarm der Sinn.

### Zuflüsse
- Fellach (rechts)

### Flusssystem Sinn
- Fließgewässer im Flusssystem Sinn

## Mühlen
- Auramühle